# Siarrouy
Siarrouy település Franciaországban, Hautes-Pyrénées megyében. Lakosainak száma 462 fő (2022. január 1.). Siarrouy Talazac, Montaner, Andrest, Gayan, Lagarde, Pujo és Tarasteix községekkel határos.

## Népesség
A település népessége az elmúlt években az alábbi módon változott:
| Lakosok száma | 429  | 434  | 445  | 436  | 442  | 447  | 449  | 453  | 462  |
|               | 2013 | 2015 | 2016 | 2017 | 2018 | 2019 | 2020 | 2021 | 2022 |